# Вяльнас
Вяльняс (лит. Velnias), також іноді спотворене Вяльнас; Вялнс, Велнс (латис. Velns) — божество підземного світу та покровитель худоби. У сучасній литовській мові використовується як позначення Сатани. Противник — Перкунас (Перун).

## Опис
Має роги, іноді з копитами, покритий шерстю. Пов'язаний з водою. Вяльнас мудрий, покровитель музики та танців, будує кам'яні мости та водні греблі.
Вважалося, що Вяльняс мав дітей від союзу з земними жінками, які були наділені величезною силою. У них була відмітина на животі у вигляді лука зі стрілами. Багато жінок, знаючи про ці ознаки, вбивали своїх дітей.
Вяльняс міг перетворюватися на дитину. Дізнатися його можна було по луку і стрілах, які були на животі у вигляді відмітини. Вступав у змагання з пастухами, кидаючи диск.